# Czerniachów (rejon obuchowski)
Czerniachów (ukr Черняхів) – wieś na Ukrainie w rejonie obuchowskim w obwodzie kijowskim. Miejscowość zamieszkiwana przez 1319 ludzi.

## Archeologia
Od nazwy wsi, na terenie której w roku 1890 badania archeologiczne prowadził Wikientij Chwojka swoją nazwę wzięła jedna z kultur archeologicznych epoki żelaza. W obrębie odkrytego tam cmentarzyska zlokalizowano 253 pochówki ludzkie. Dalsze badania prowadzone były w latach 1959-1962.